# 동예 (진나라)
동예(董翳, ? ~ 기원전 204년?)는 초한전 무렵의 장군으로, 항우에게서 장한, 사마흔과 함께 삼진왕으로 봉해져 한왕 유방의 견제를 맡았으나, 유방의 공격을 받아 항복했다.

## 사적
진나라의 도위를 지냈으며, 진나라가 진승·오광의 난을 진압하도록 파견한 장한을 따라 각지를 전전했다. 장한이 항우에게 항복하도록 권했고, 항우가 항복한 진군을 몰살할 때에 장한, 사마흔과 함께 살아남았다. 장한을 항복하게 권한 것이 항우에게 공적으로 인정되어 항우가 제후들을 분봉할 때에 관중 지방을 장한, 사마흔과 함께 나누어 받아 적왕으로 봉해졌다. 적나라의 봉토는 옛 진나라의 상군이었으며, 도읍은 고노(高奴, 중화인민공화국의 옌안 시)에 두었다.
한왕 원년(기원전 206년), 한왕 유방이 관중으로 쳐들어왔다(삼진 평정). 한왕의 장수 한신의 공격으로 옹왕 장한이 폐구성에 갇히고 옹나라의 거의 모든 판도가 한나라에 넘어가면서, 8월에 자신도 한나라 장군 정복(丁復)과 주진(朱軫)의 공격을 받아 유방에게 항복했다. 유방은 적나라를 폐하고 옛 적나라 판도에 상군을 도로 설치해 한나라의 군으로 편입했다. 이달에 새왕 사마흔도 한나라의 공격에 수도 약양성이 함락되어 동예처럼 한나라에 항복했다.
기원전 205년, 팽성 대전에서 유방이 항우에게 격파당하자 새왕 사마흔과 함께 항우에게 항복했다.
이후에 동예가 어떻게 되었는지는 알 수 없다. 다만 한왕 4년 10월(기원전 204년), 항우가 대사마 조구에게 성고를 지키게 하고 자신은 팽월을 치러 출진했는데, 한나라측의 도발에 넘어간 조구가 출진해 사수를 건너다가 한군의 공격을 받아 참패했고, 조구는 새왕 흔·장사 예(翳)와 함께 자결했는데, 이 예가 동예면 봉국이 해제되고 옛 직위로 돌아간 것이다.